# Rari Nantes Sori
Rari Nantes Sori è una Associazione Sportiva che è stata fondata il 15 marzo 1956 con presidente Gio Batta Casareto a Sori (Genova) con l’obiettivo di diffondere la pratica del nuoto e della pallanuoto, in un territorio ricco di tradizione sportiva come quello ligure. Il colore sociale è il granata. Dal 2020 il presidente è Francesco Cocchiere.
Oggi Rari Nantes Sori gestisce un moderno Centro Polisportivo che unisce discipline ludiche e agonistiche di acqua e terra, tra cui la pallanuoto, il nuoto, la danza e il fitness.
La Prima Squadra maschile di Pallanuoto milita nel Campionato Nazionale Italiano di serie A2 (stagione 2021/2022). 
È una delle poche squadre nella pallanuoto a vantare due degli impianti Polisportivi più completi d'Italia, uno all'aperto con acqua riscaldata e uno al chiuso.
La Rari Nantes Sori può contare su istruttori qualificati CONI e FIN, tecnici di grande esperienza, fisioterapisti e insegnanti professionali.
Nella sua storia ha vinto una Coppa COMEN nel 2008, due campionati nazionali Italiani U20 rispettivamente nel 1969 e nel 1972 ed un campionato nazionale U17 nel 2014.

## La nascita
La Rari Nantes Sori venne fondata con il nome di Polisportiva Sorese nell’estate del 1953, a seguito di una partita in mare contro il Bogliasco, nella quale le porte e le delimitazioni del campo furono costruite da un falegname nativo di Sori; successivamente i fondatori: Anselmi Giovanni, Avegno Adolfo, Casaleggio G. B., Castagnini Natale, Mino Di Bartolo, Maggi Giovanni, Mezzano Tommaso, Piaggio Guido, Valle Emanuele e il presidente Bianciardi Rino, decisero di iscrivere la squadra al campionato di serie C del 1954.
La squadra formata da Castagnini C., Angemi, Maggi, Bozzo, Friz, Ferreccio, Gotelli, Merlo e allenata da Natin Amoretti, ex giocatore del Camogli, e i citati dirigenti si tassavano personalmente al fine di coprire le spese, oltre a fare la questua durante le partite tra i numerosi spettatori. 
Il 1954 e il 1955 furono anni in cui la Polisportiva Sorese finì in fondo alla classifica della serie C e ciò portò allo scioglimento della società. 
Il 15 marzo 1956 fu fondata la Rari Nantes Sori da parte di G. B. Casareto, presidente, Angemi Giovanni, vice presidente, Mino Di Bartolo, segretario, e i consiglieri Avegno Aldo, Castagnini Natale, Ferreccio Agostino, Friz Gian Carlo e Maggi Mario, con i colori sociali granata. 
I giocatori soresi Gardella, Avegno G., agrifoglio, Picasso, Bozzo, Pignatelli, Roccheggiani, Frangini, Razeto e Crovetto con l’allenatore recchese Ferrari Lulle si imposero al secondo posto in Liguria nel campionato allievi.

### Esordio in serie C
Nel 1957 la Rari Nantes Sori partecipò al campionato di serie C Ligure classificandosi al secondo posto e, nello stesso anno, il granata Agrifoglio fu il primo atleta della Rari Nantes Sori ad essere convocato in Nazionale. Negli anni 1958 e 1959 la squadra mantenne il quarto posto sempre nel campionato di serie C.

### Dalla C alla serie A
Nella stagione del 1960 La Rari Nantes Sori, a seguito di uno spareggio con il Bogliasco, fu promossa in serie B dopo una gara disputata nella piscina di Voghera. Nel 1961 la Rari Nantes Sori si aggiudicò il sesto posto nella classifica della serie B, mentre l’anno dopo il terzo.  In quest’ultimo anno entrò in funzione anche la prima piscina di Sori, limitrofe alla spiaggia e riempita con acqua di mare. Nel 1963 dimessosi L. Benecchi, fu chiamato come allenatore Mino Di Bartolo, che portò la squadra al secondo posto della serie B. Non solo, il giocatore granata Milli si classificò come miglior marcatore dell’anno, vincendo un cannoncino d’oro messo in palio dalla società Jantzen (l’allora sponsor del Camogli). L’anno seguente la Rari Nantes Sori concluderà il campionato occupando il secondo posto della classifica.
Il 1965 fu l’anno dell’esordio della Rari Nantes Sori in seria A con la formazione: Palazzo, Fiandaca, Daneri, Castagnola, Leone, Strazza, Cucchia, Gandolgo, Passalacqua, Bisio e Di Stefano allenati da Mino Di Bartolo, vinsero contro l’Andrea Doria 5-2 trovandosi promossi nel girone A. Fu un anno positivo per la Rari Nantes Sori non solo per l’ascesa in seria A ma anche per le squadre giovanili: la Juniores, seconda classificata in Liguria, e la squadra allievi terza classificata.

### Gli anni della serie A
Nel 1966 la Rari Nantes Sori si aggiudicò il settimo posto nella classifica di serie A, mentre il settore giovanile primeggiò a livello regionale e gli Juniores arrivarono alle semifinali. Nel 1967 la Rari Nantes Sori si classificò sesto nella serie A; mentre nel 1968 resistette a metà classifica e si festeggiarono gli Juniores del Sori che vinsero tutte le partite del loro girone e arrivarono seconde a livello nazionale. 
Nel 1969 la Rari Nantes Sori rimane in serie A, occupando il quinto posto, mentre gli Juniores vinsero a Firenze lo scudetto di campioni d’Italia.
Nel 1970 ci furono le dimissioni di "Giumin" Mino Di Bartolo, ma la squadra granata si aggiudicò il secondo posto in serie A; mentre nel 1971 solo il quinto. In quell’anno le squadre giovanili si continuavano a distinguere e fu formata anche la prima squadra femminile della Rari Nantes Sori che si aggiudicò il primo trofeo ligure.
La Rari Nantes Sori occupò il terzo posto nella classifica della serie A nel 1972, la squadra femminile vinse il campionato regionale e gli Juniores vinsero per la seconda volta in tre anni il titolo di Campioni d’Italia. Negli anni a seguire la prima squadra si classificò nella prima metà della serie A, mentre nel 1977, anno in cui le squadre ebbero per la prima volta gli “sponsor”, precipitò al settimo posto.
Nel 1978, dopo 14 anni in serie A, la Rari Nantes Sori, battuta dal Bogliasco, retrocesse in B.
Gli anni della B e della serie A/2, ritorno in A/1 e retrocessione.
Nel 1979, in B, la Rari Nantes Sori si classificò seconda dopo uno spareggio contro lo Sturla a Torino, mentre nel 1980 terzo; in quest’ultimo anno, nella società granata, iniziò la presidenza di Bruno Polipodio. Nel 1980 e 1981 la squadra fu nuovamente terza, e nel 1982, a causa anche delle numerose perdite, tra cui Luigi Castagnola (che dopo 20 anni nel Sori lo lascia per andare al Recco e in Nazionale) calò al nono posto. Gli anni 1983 e 1984 furono positivi per la squadra del Sori che mantenne il terzo posto nella serie B, mentre nel 1985 fu promossa in A/2.
Nel 1986, la squadra si classificò al sesto posto, dopo il ritorno di Luigi Castagnola e l’acquisizione del primo straniero, Snunit, giocatore israeliano, mentre nel 1987 retrocesse al settimo posto. A seguito del combattuto campionato del 1988 e del secondo posto nei play-off, la R. N. Sori, dopo 10 anni, ritornò in A/1, ma retrocesse l’anno dopo. Il 1990 fu una stagione positiva per il Sori che raggiunse il quarto posto; mentre nel 1991 ebbe una stagione negativa a tal punto che retrocesse in B, dove l’anno successivo occupò l’ottavo posto. Rimase in B nel 1993, 1994 e nel 1995 tornò in A/2 sino al 2007 con la promozione in A/1.

### Polipodio si dimette. Sale Cocchiere
Con la presidenza di Guido Polipodio la squadra termina la stagione 2008 A/1 al quinto posto e il 5 ottobre 2008 conquista la Coppa Comen, il primo trofeo europeo per la Rari Nantes Sori.
Nel 2009 la squadra ottiene la qualificazione alla Final Four di Coppa Italia, che conclude al quarto posto, mentre nel campionato A/1 il quinto. 
Dopo i grandi risultati, nel 2010 la società, unitamente al tecnico Risso, cambiò politica: formerà una squadra di giovani atleti, che però retrocede in A/2; mentre gli under 20 arrivano secondi nel campionato italiano di categoria e il settore giovanile, allenato da Cipollina inizia a dare grandi soddisfazioni: gli esordienti (classe 97/98) vincono il campionato regionale.
Nel 2011 il settore giovanile progredisce, mentre la prima squadra si conquista il quart’ultimo posto della classifica in A/2.
Sebbene la squadra, nel 2012, si arricchì di alcuni giocatori provenienti dal settore giovanili, rimase in A/2; mentre gli UNDER 17 arrivarono alle finali nazionali con una squadra sotto leva. 
Nel 2013 la prima squadra ottiene un piazzamento di centro classifica, gli under 17 arrivano alle semifinali nazionali e la squadra femminile ottiene il sesto posto nel campionato A/2.
Nella stagione 2014 ci fu un cambio di allenatori: Ferretti per la prima squadra e Cavallini per il settore giovanili; la prima squadra si posizionò nella parte centro alta della classifica, mentre le giovanili granata al quarto posto negli under 20 nazionale e vinsero il campionato italiano UNDER 17
Nella stagione 2014/2015 la prima squadra granata si posizionò seconda nel girone nord di serie A/2 e fu vincitrice dei play-off. Nel 2015/2016 sarà neopromossa in A/1 dopo una cavalcata trionfale che li ha visti uscire sconfitti in stagione regolare solo in due occasioni e protagonisti di gare playoff al cardiopalma, prima con la Roma pallanuoto superata in gara-3 in casa e poi in una finale promozione, anch'essa decisa solamente dopo 3 partite, in un derby ligure contro i rivali del Lavagna dell'ex allenatore Marco Risso, con la gara decisiva giocata tra le mura amiche e vinta per 7-6. 
La stagione successiva sarà retrocessa in A/2 dopo una brutta annata con una squadra molto giovane e poco preparata per affrontare la massima serie.
Soffre molto nella prima annata di ritorno in A/2 in cui si salva, dopo un penultimo posto in campionato, ai playout con il fattore campo a sfavore ai danni del Frosinone, vincendo in trasferta gara 1 per 2-4 e successivamente in casa ai rigori in casa, evitando così una pericolosa gara-3 in trasferta. 
La stagione successiva vede un ottimo girone di andata, in cui i Granata si piazzano a metà classifica, e uno pessimo di ritorno, con il quale si ritrovano all'ultima partita staccati di appena 3 punti dalla zona playout, ma vincendo un derby contro il tranquillo a metà classifica Camogli conquistano la salvezza.
Nella stagione 2018-2019 purtroppo la squadra granata retrocede in serie B arrivando ultima nel girone Nord dopo una stagione sfortunata.
La stagione 2019-2020 la Rari inizia nei migliori e vince le prime 5 partite del campionato cadetto , la corsa alla serie A pero' si dovrà interrompere a causa dell'inizio della pandemia (COVID 19) che porterà' allo stop forzato di tutti i campionati bloccando promozioni e retrocessioni.
Dopo un'estate (2020) difficile che stava portando al fallimento della Rari Nantes e alla relativa revoca della concessione della piscina , il 19/10/2020 durante l'assemblea dei soci viene nominata presidente Francesco Cocchiere e Guido Polipodio si dimette dalla carica di presidente, con lui si dimette tutto il consiglio direttivo. Questo giorno verra' ricordato poiché' dopo circa 60 anni di presidenza finisce l'era Polipodio e inizia quella di Cocchiere Francesco.

## Le sorelle della squadra granata
Dal 1990 al 2000 fu fondata “Sori 90”, squadra creata per la pura passione, che ha iniziato dalla serie D ed è arrivata in C. 
Vi partecipavano tutti coloro amanti della pallanuoto ma, che per svariati motivi, non potevano giocare a livelli professionistici.
Nel 2007 nacque con lo stesso obiettivo e con atleti dai 20 ai 60 anni, la Rari Nantes Sori UISP; nei campionati 2009 e 2010, essendoci stata molta partecipazione, furono fatte due squadre: la Rari Nantes Sori Vegi e R. N. Sori Zueni.
I risultati non sono mancati: 2007 Campioni italiani UISP, nel 2008 terzi nel campionato, nel 2009 e nel 2011 primi i Vegi e secondi i Zueni.

## Gli spazi d'acqua della Rari Nantes Sori
Nella primavera del 1953, quando nacque il primo gruppo di pallanuoto sorese, i giovani partecipanti costruirono un campo di pallanuoto in mare nella zona antistante l’arenile: delle tavole unite tra loro formavano la delimitazione del campo e un falegname sorese costruì le porte
Nel 1961 iniziarono i lavori per la piscina di Sori, che sarebbe sorta all’estremo ponente della spiaggia e che divenne operante nella stagione successiva grazie alla ditta Morotti che oltre a partecipare alla costruzione, mise a disposizione la parte di materiale meccanizzato necessaria: la piscina venne riempita grazie ad una pompa che prelevava l’acqua di mare.
Inizialmente la piscina nacque squalificata, a causa di decisioni federali in merito ad alcuni comportamenti scorretti della squadra effettuati nel precedente campionato, infatti venne inaugurata ufficialmente solo alla 5ª giornata di campionato in occasione dell’incontro Sori – Edera terminato 4 a 1.
Nel 1968 furono inaugurate diverse infrastrutture della piscina, indispensabili ai fini dell’agibilità: due spogliatoi per le squadre, uno per gli arbitri con annesse 15 docce, oltre ad una sala riunioni che all’occorrenza serviva come palestra 
Nell’autunno del 2007 venne inaugurata la nuova moderna piscina coperta con oltre mille posti per gli spettatori,  dotata di vasca regolamentare con pontone mobile, che consente di svolgere gare di nuoto da 25 metri, oltre ad una piccola vasca con piattaforma sollevabile per un agevole utilizzo da parte dei soggetti portatori di handicap, gestanti, neonati ed anziani, oltre che per nuove attività acquatiche. Il fabbricato comprende inoltre palestre, spazi dedicati al fitness e alla riabilitazione.
Nel 2020 in seguito a delle verifiche si sono riscontraei gravi carenze strutturali e la piscina è stata chiusa. Infatti una trave portante del tetto della piscina era danneggiata.  Nel 2021, dopo oltre 10 anni dalla sua apertura, sono dunque iniziati dei lavori di reastauro, al termine dei quali si è smontato il tetto della piscina, rendendola anch'essa scoperta.  
Fino alla fine del 2024, conseguentemente a quanto sopra, la piscina principale della Rari Nantes Sori è stata la piscina scoperta lungomare, che dopo diverse sessioni di manutenzione è stata resa utilizzabile durante la stagione invernale grazie ad un impianto di riscaldamento al fine di ospitare gli allenamenti e le partite di tutte le categorie Granata.
Dalla fine del 2024 la ex-piscina coperta è stata riaperta senza tetto, ed ora è utilizzata dalla Rari Nantes Sori per i suoi allenamenti e partite. A seguito della riapertura di questo impianto, la Pro Recco ha deciso di tenere i propri allenamenti in questa piscina

## Rosa 2025-2026
| N° |                   | Ruolo | Giocatore            |
| -- | ----------------- | ----- | -------------------- |
|    | Italia (bandiera) | P     | Alessandro Benvenuto |
|    | Italia (bandiera) | P     | Leonardo Pittore     |
|    | Italia (bandiera) | P     | Martino Medri        |
|    | Italia (bandiera) | D     | Tommaso Pistaffa     |
|    | Italia (bandiera) | D     | Cocchiere Emanuele   |
|    | Italia (bandiera) | D     | Matteo Monari        |
|    | Italia (bandiera) | D     | Daniel Munk          |

| N° |                        | Ruolo | Giocatore            |
| -- | ---------------------- | ----- | -------------------- |
|    | Italia (bandiera)      | A     | Matteo Bisso         |
|    | Italia (bandiera)      | A     | Alessandro Brambilla |
|    | Italia (bandiera)      | A     | Cocchiere Giacomo    |
|    | Italia (bandiera)      | A     | Matteo Villa         |
|    | Italia (bandiera)      | CV    | Gabriele Benvenuto   |
|    | Italia (bandiera)      | CV    | Giovanni Rezzano     |
|    | Stati Uniti (bandiera) |       | Luca Cupido          |

| Allenatore: | Guillermo Molina |

## Palmarès

### Trofei nazionali
- Trofeo del Giocatore: 1

1969

### Trofei internazionali
- Coppa COMEN: 1

2007-08

### Trofei giovanili
- Campionato italiano Juniores: 2

1969, 1972
- Campionato italiano Allievi: 1

2014